# Xyris difformis
Xyris difformis är en gräsväxtart som beskrevs av Alvin Wentworth Chapman. Xyris difformis ingår i släktet Xyris och familjen Xyridaceae.

## Underarter
Arten delas in i följande underarter:
- X. d. curtissii
- X. d. difformis

## Bildgalleri

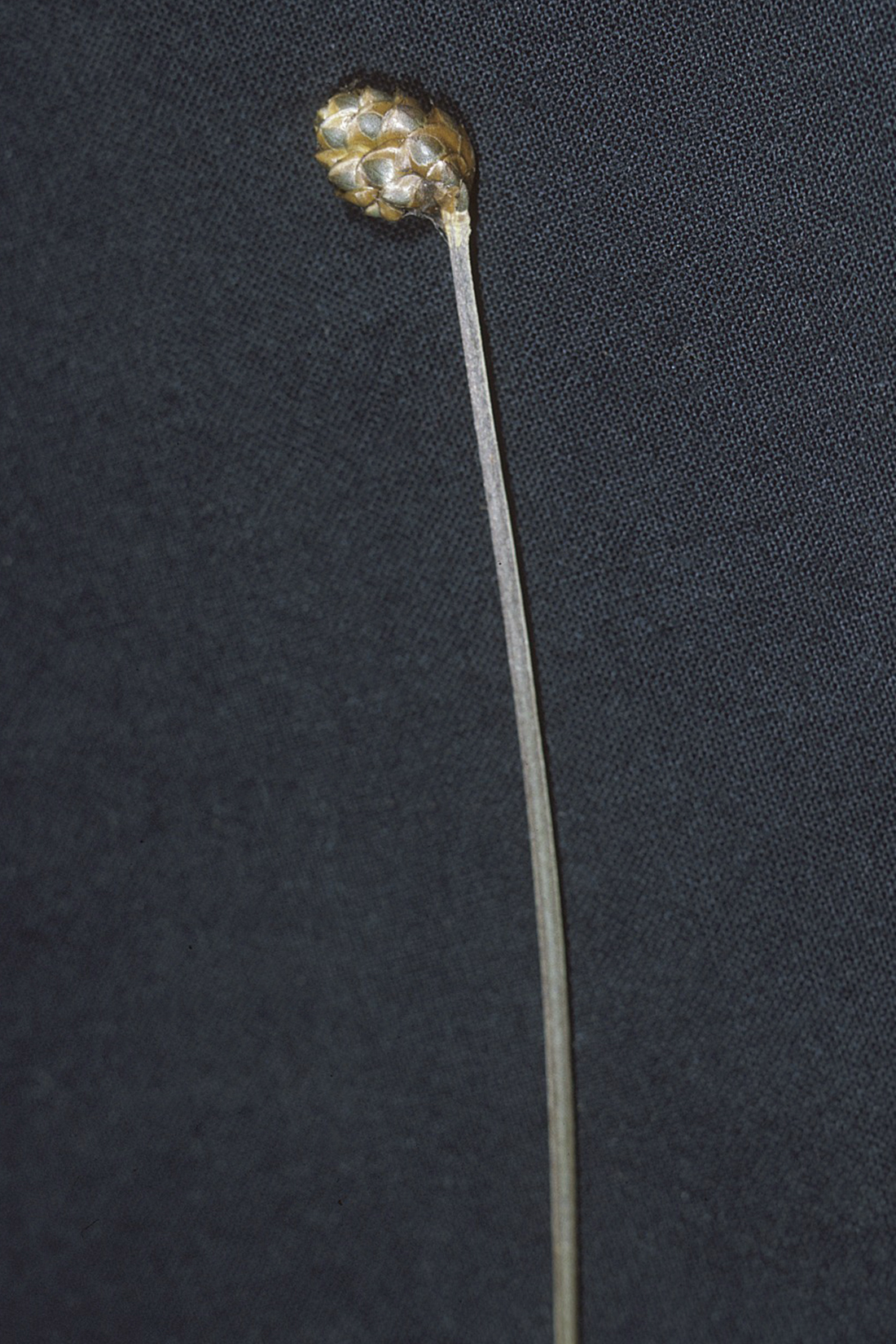
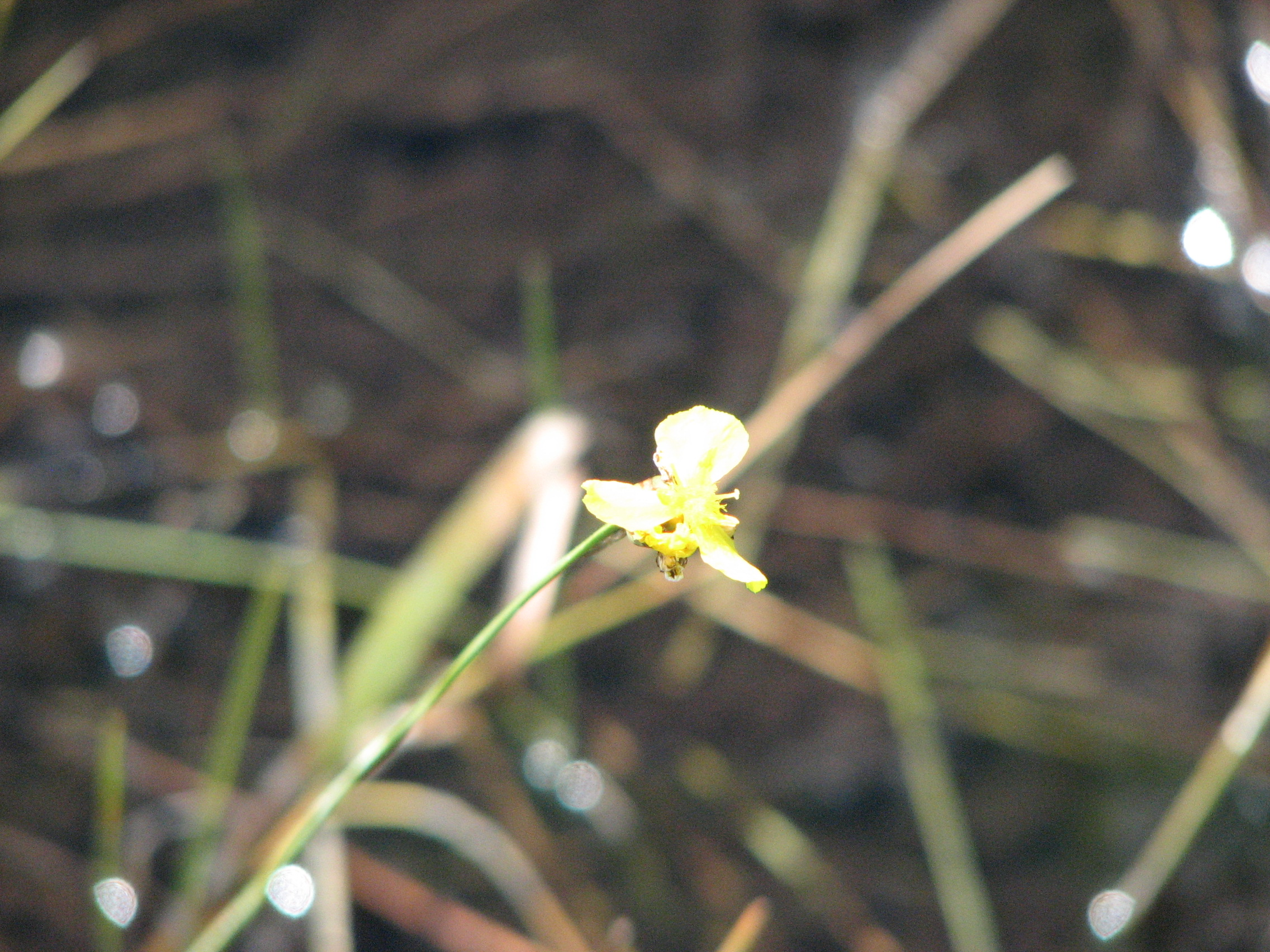
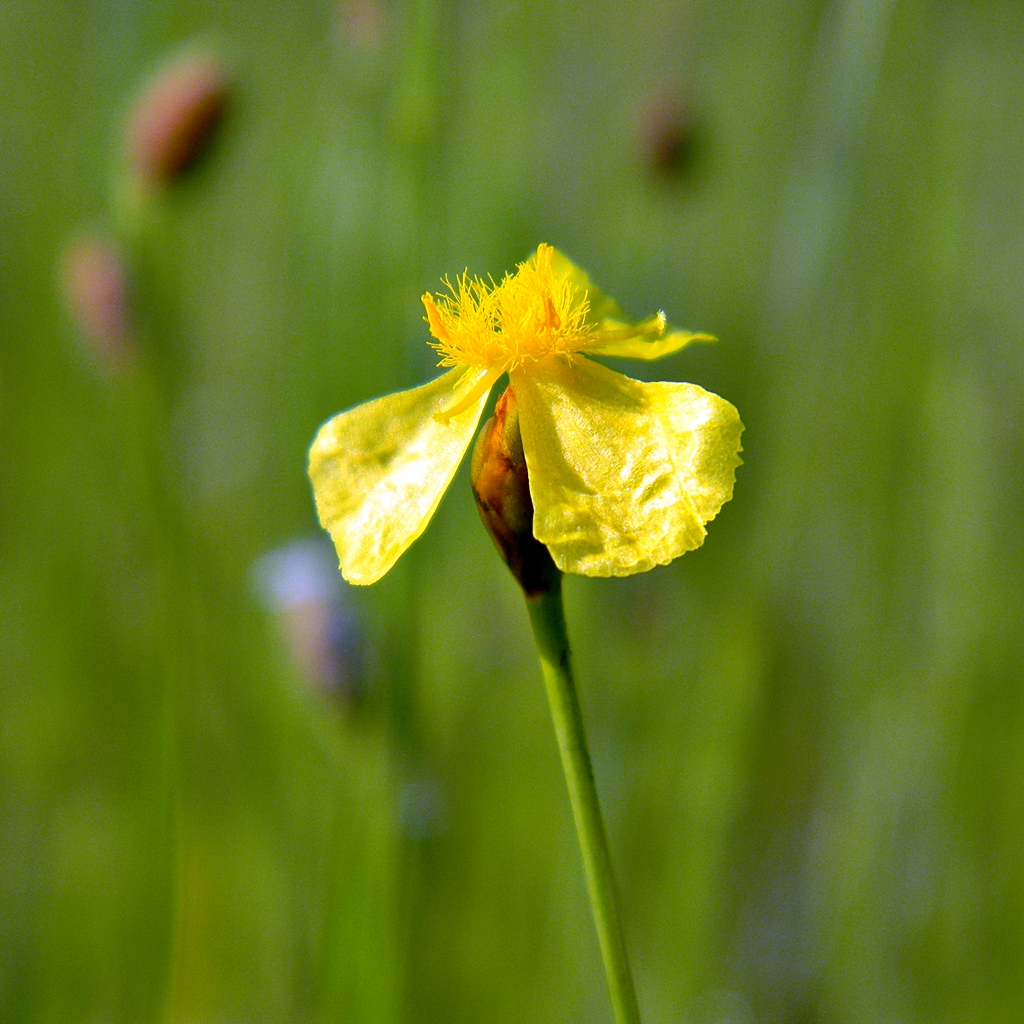